# Zasada przewagi bramek zdobytych w meczach wyjazdowych
Zasada goli wyjazdowych (ang. Away goals rule) – metoda stosowana w wielu sportach w celu wyłonienia zwycięzcy dwumeczu. Według tej reguły w przypadku równej liczby bramek po dwóch meczach, drużyna która strzeliła ich więcej na wyjeździe wygrywa dwumecz. Przykładowo, jeżeli drużyna A wygrała z drużyną B 2:1 u siebie, a na wyjeździe przegrała 0:1, wtedy awans uzyskuje drużyna B. Zasada została wprowadzona przez federację piłkarską UEFA w 1965 i ma ona na celu zmniejszenie liczby dogrywek, oraz konkursów rzutów karnych.
W przypadku, gdy liczba bramek strzelonych na wyjeździe, oraz u siebie obu drużyn jest równa (np. 2:0, 0:2), wówczas bez względu na wszystko rozstrzygnięcie zwycięzcy odbywa się albo od razu poprzez rzuty karne, albo poprzez dogrywkę i ewentualne rzuty karne. Jeśli regulamin przewiduje dogrywkę i padnie w niej bramkowy remis (tzn. 1:1, 2:2 itd.), ponownie stosuje się zasadę goli wyjazdowych – wtedy zwycięzcą zostaje drużyna grająca na wyjeździe. 
Zasada bramek zdobywanych na wyjeździe jest powszechnie wykorzystywana w piłce nożnej (np.: eliminacje do mistrzostw świata, czy mistrzostw poszczególnych kontynentów zgrupowanych w federacji FIFA).
24 czerwca 2021 roku UEFA poinformowała, iż przepis ten nie będzie już obowiązywał w trakcie rozgrywek organizowanych przez tę organizację. Obowiązywał on w latach 1965–2021. W listopadzie 2021 roku podobną decyzję podjął CONMEBOL.